# Tropico (Lana Del Rey)
Tropico je čtvrté EP americké zpěvačky Lany Del Rey. Album vyšlo 6. prosince 2012 u vydavatelství Polydor Records a Interscope Records. Bylo k dostání pouze v digitální podobě a zahrnovalo písně "Body Electric", "Gods & Monsters" a "Bel Air" z jejího předešlého EP Paradise a 27 minutový film Tropico. Byl režírován Anthonym Mandlerem. Lana si zde zahrála roli Evy a Shaun Ross Adama. Celý film je natočen na biblické motivy.

## Seznam skladeb
| Pořadí | Název           | Autor                      | Producent(i)            | Délka |
| ------ | --------------- | -------------------------- | ----------------------- | ----- |
| 1.     | Body Electric   | Lana Del Rey, Rick Nowels  | Nowels, Dan Heath       | 3:53  |
| 2.     | Gods & Monsters | Lana Del Rey, Tim Larcombe | Larcombe, Emile Haynie  | 3:57  |
| 3.     | Bel Air         | Lana Del Rey, Heath        | Heath                   | 3:57  |
| 4.     | Tropico         | Lana Del Rey               | Anthony Mandler (Režie) | 27:00 |

## Film
První část - Body Electric:
Film začíná se záběry na Adama (Shaun Ross) a Evu (Lana Del Rey) v Zahradě Eden. Je zde ještě Bůh (zobrazen Johnem Waynem), Ježíš, Marilyn Monroe a Elvis Presley. Do děje hraje píseň "Body Electric". Eva se nechá zlákat hadem, kousne do jablka a upadne do spánku. Adam si kousne poté do jablka také. Jsou Bohem vyhnáni z ráje do světa smrtelnosti, hříchu a bolesti.
Druhá část - Gods & Monsters:
Druhá část začíná tím, že Lana recituje "I Sing the Body Electric" od Walta Whitmana. Děj se odehrává v Los Angeles, kde Lana pracuje jako striptérka v klubu a Shaun je člen gangu, který přes den pracuje v obchodě. Hraje píseň "Gods & Monsters". Po skončení písně Lana recituje "Howl" od Allena Ginsberga, zatím co skupina postarších bohatých pánů objedná svému příteli k narozeninám striptérky. Po chvíli vtrhne do místnost gang se Shaunem a ukradnout pánům peníze.
Třetí část - Bel Air:
Na začátku třetí a poslední části filmu se objevuje Bůh, který recituje "Why I Love America" od Johna Mitchuma. Lana a Shaun se rozhodli vykoupit se ze svých hříchů, proto odjíždí daleko do pole. Mezitím hraje "Bel Air". Lana a Shaun vzlétnou do nebes, aby se zde setkali se svým Pánem.

## Obsazení
- Lana Del Rey jako Eva a Marie
- Shaun Ross jako Adam
- Kevin Lee Right jako John Wayne
- Jodi Fleisher jako Marilyn Monroe
- Stan jako Ježíš

## Produkce a vydání
Film se natáčel na konci června 2013, režíroval ho Anthony Mandler, který s Lanou dříve spolupracoval na tvorbě videoklipů National Anthem a Ride. Lana před vydáním propagovala film sdílením plakátů z filmu. Lana v srpnu zveřejnila, že film bude mít premiéru ve vybraných kinech a bude to jakési "rozloučení". Začalo se hodně spekulovat, že Lana končí kariéru zpěvačky. 22. listopadu 2013 byla zveřejněna oficiální ukázka k filmu. 5. prosince 2013 proběhla premiéra v Hollywoodu a poté byl film nahrán na její VEVO účet. Na této premiéře řekla, že film je rozloučení s Born to Die érou, a že další rok vydá album, které se bude jmenovat Ultraviolence.

## Ohlasy kritiků
Po vydání se dostalo filmu docela pozitivních recenzí. Examiner dal filmu plných 5 hvězdiček s komentářem, že film je dech beroucí umělecké dílo. Naopak Daily Beast napsalo o filmu, že postrádá kreativitu. Magazín Fader řekl: "Vypadá to, že provokuje konverzaci o jiné formě síly, o síle pěsti a zbraně.